# Bianca Shomburg
Bianca Shomburg (Hiddenhausen, 17 de setembro de 1974-) é uma cantora alemã, conhecida por ter representado a Alemanha no Festival Eurovisão da Canção 1997.
Em 1996, participou e venceu no concurso de talentos European Soundmix Show, como resultado ganhou um contrato com o produtor Harold Faltermeyer e lançou o seu primeiro single "I Believe in Love". Em 1997, entrou na seleção alemã para a Eurovisão com a canção In 1997 "Zeit", composta pelo famoso par Ralph Siegel e Bernd Meinunger que tinha sido originalmente escrita para Esther Ofarim. "Zeit" foi a clara vencedora da final alemã e ela ganhou o direito de representar a Alemanha no Festival Eurovisão da Canção 1997, que teve lugar em Dublin, em 3 de maio desse ano. A canção teve uma classificação desapontante, pois não foi além do 18.º lugar (entre 25 participantes).
Shomburg após a Eurovisão lançou um álbum em inglês, intitulado It's My Time, que foi um fracasso de vendas e que permanece como seu único álbum. Shomburg foi incapaz de conseguir lançar-se comercialmente na vida musical. Por onsequência, afastou-se da ribalta musical, se bem que ela tenha cantado no reality show Deutschland sucht den Superstar. Desde 2008, Shomburg tem estado a trabalhar com a banda de country rock Nashfield.

## Discografia

### Singles
- 1996: "I Believe in Love"
- 1997: "Zeit"
- 1997: "Only Your Love"
- 1998: "Ich lieb' dich mehr"
- 1999: "Ich glaub' noch immer an Wunder"

### Álbuns
- 1997: It's My Time